# Associazione Calcio Vigevano 1951-1952
Questa voce raccoglie le informazioni riguardanti l'Associazione Calcio Vigevano nelle competizioni ufficiali della stagione 1951-1952.

## Rosa
| N. |                       | Ruolo | Calciatore        |
| -- | --------------------- | ----- | ----------------- |
|    | Italia (bandiera)     | C     | F. Bassoli        |
|    | Italia (bandiera)     | A     | Angelo Borri      |
|    | Italia (bandiera)     | C     | Ottorino Bossi    |
|    | Italia (bandiera)     | C     | Sebastiano Buzzin |
|    | Italia (bandiera)     | P     | C. Danti          |
|    | Italia (bandiera)     | A     | Mario De Prati    |
|    | Jugoslavia (bandiera) | C     | Vinko Golob       |
|    | Italia (bandiera)     | C     | Alfredo Lulich    |

| N. |                   | Ruolo | Calciatore           |
| -- | ----------------- | ----- | -------------------- |
|    | Italia (bandiera) | A     | Carlo Mainardi       |
|    | Italia (bandiera) | P     | Francesco Mazzola    |
|    | Italia (bandiera) | C     | Sergio Morin         |
|    | Italia (bandiera) | P     | Livio Morone         |
|    | Italia (bandiera) | D     | Mario Piovani        |
|    | Italia (bandiera) | C     | Giuseppe Princigalli |
|    | Italia (bandiera) | D     | Bruno Zucchelli      |